# Caricabasso
Il caricabasso (o caricabbasso) è una manovra parancata che ha la funzione di regolare e mantenere verso il basso la trozza, nel suo snodo di collegamento con il boma, contrastando così la drizza della randa che risulterà quindi ben tesata verso l'alto. 
Pertanto il caricabasso è impiegato nell'armo aurico o classico, nel quale la trozza non è imperniata nell'albero come nel boma moderno, ma mantenuta accostata all'albero stesso  da un paternoster o da una forcella chiusa con una stringa. Con il caricabasso è opportuno montare anche l'amantiglio: in tal modo sarà possibile regolare molto bene il grasso della randa aurica, sia dal lato della caduta prodiera che della  balumina. 
Il cunningham è un tipo di caricabasso usato sulla barca a vela bermudiana o vela Marconi, per regolare in modo fine, specialmente in regata, il grasso della vela.
Anche il vang, impiegato nelle barche moderne, sia nella versione rigida che in quella parancata,  è una derivazione moderna del caricabasso,  nata con l'armo Marconi e con le rande triangolari; senza il vang, il boma tenderebbe a lascare la balumina perdendo il vento. 
L'alabasso si usa, nelle andature portanti, con  lo spinnaker o con il gennaker: è un caricabasso che collega il tangone al piede dell'albero; insieme al caricaalto dà la possibilità di mantenerlo orizzontale. 